# Кларксвілл (Теннессі)
Кларксвілл (англ. Clarksville) — місто (англ. city) в США, адміністративний центр округу Монтгомері штату Теннессі. Населення — 166 722 особи (2020).
Місто отримало свою назву на честь піонера та революціонера Джорджа Роджера Кларка.
У Кларксвіллі є університет Остін-Пі. Неподалік від міста розташована військова база Форт Кемпбелл, місце дислокації 101-ї повітряно-десантної дивізії.

## Географія
Кларксвілл розташований за координатами 36°33′59″ пн. ш. 87°20′43″ зх. д. / 36.56639° пн. ш. 87.34528° зх. д. (36.566430, -87.345216).  За даними Бюро перепису населення США в 2010 році місто мало площу 254,54 км², з яких 252,79 км² — суходіл та 1,75 км² — водойми.

### Клімат
| Клімат : Кларксвілл     | Клімат : Кларксвілл | Клімат : Кларксвілл | Клімат : Кларксвілл | Клімат : Кларксвілл | Клімат : Кларксвілл | Клімат : Кларксвілл | Клімат : Кларксвілл | Клімат : Кларксвілл | Клімат : Кларксвілл | Клімат : Кларксвілл | Клімат : Кларксвілл | Клімат : Кларксвілл | Клімат : Кларксвілл |
| Показник                | Січ.                | Лют.                | Бер.                | Квіт.               | Трав.               | Черв.               | Лип.                | Серп.               | Вер.                | Жовт.               | Лист.               | Груд.               | Рік                 |
| Абсолютний максимум, °C | 26,7                | 27,8                | 30,6                | 33,3                | 35,0                | 42,2                | 43,3                | 41,7                | 41,1                | 36,1                | 30,0                | 26,7                | 43,3                |
| Середній максимум, °C   | 7,4                 | 10,6                | 16,2                | 21,7                | 25,9                | 30,2                | 32,4                | 31,7                | 28,3                | 22,3                | 15,6                | 9,7                 | 21,1                |
| Середній мінімум, °C    | −3,9                | −1,9                | 2,4                 | 6,9                 | 12,1                | 17,2                | 19,7                | 18,6                | 14,6                | 7,3                 | 2,3                 | −1,7                | 7,8                 |
| Абсолютний мінімум, °C  | −27,2               | −23,9               | −17,8               | −5,6                | 0,0                 | 5,6                 | 8,3                 | 6,7                 | 0,0                 | −6,7                | −18,9               | −24,4               | −27,2               |
| Норма опадів, мм        | 104                 | 107                 | 137                 | 108                 | 127                 | 113                 | 109                 | 85                  | 96                  | 83                  | 117                 | 131                 | 1315                |
| Днів з опадами          | 12,1                | 10,8                | 13,7                | 11,6                | 12,1                | 10,7                | 10,0                | 9,1                 | 9,2                 | 8,6                 | 11,7                | 12,1                | 131,7               |
| Днів зі снігом          | 3,9                 | 4,4                 | 1,6                 | 0                   | 0                   | 0                   | 0                   | 0                   | 0                   | 0                   | 0,2                 | 0,7                 | 10,8                |
| ----------------------- | ------------------- | ------------------- | ------------------- | ------------------- | ------------------- | ------------------- | ------------------- | ------------------- | ------------------- | ------------------- | ------------------- | ------------------- | ------------------- |
| Джерело: NCDC           |                     |                     |                     |                     |                     |                     |                     |                     |                     |                     |                     |                     |                     |

## Демографія

### Перепис 2010
Згідно з переписом 2010 року, у місті мешкало 132 929 осіб у 49 439 домогосподарствах у складі 34 478 родин. Густота населення становила 522 особи/км².  Було 54815 помешкань (215/км²).
Расовий склад населення:
| - 65,6 % — білих - 23,2 % — чорних або афроамериканців - 2,3 % — азіатів - 0,6 % — корінних американців - 0,5 % — вихідців з тихоокеанських островів - 2,8 % — осіб інших рас |

До двох чи більше рас належало 5,1 %. Частка іспаномовних становила 9,3 % від усіх жителів.
За віковим діапазоном населення розподілялося таким чином: 28,4 % — особи молодші 18 років, 64,3 % — особи у віці 18—64 років, 7,3 % — особи у віці 65 років та старші. Медіана віку мешканця становила 28,6 року. На 100 осіб жіночої статі у місті припадало 95,0 чоловіків;  на 100 жінок у віці від 18 років та старших — 91,8 чоловіків також старших 18 років.
Середній дохід на одне домашнє господарство  становив 56 913 долари США (медіана — 46 947), а середній дохід на одну сім'ю — 63 129 доларів (медіана — 52 774). Медіана доходів становила 41 492 долари для чоловіків та 31 698 доларів для жінок. За межею бідності перебувало 17,4 % осіб, у тому числі 24,8 % дітей у віці до 18 років та 8,6 % осіб у віці 65 років та старших.
Цивільне працевлаштоване населення становило 55 130 осіб. Основні галузі зайнятості: освіта, охорона здоров'я та соціальна допомога — 22,8 %, роздрібна торгівля — 14,2 %, мистецтво, розваги та відпочинок — 12,0 %, виробництво — 11,1 %.

### Перепис 2000
За даними перепису 2000 року на території муніципалітету мешкало 123 564 людей, було 36 969 садиб та сімей. Густота населення становила 421,1 осіб/км2. З 36 969 садиб у 41,3 % проживали діти до 18 років, подружніх пар, що мешкали разом, було 56,4 %, садиб, у яких господиня не мала чоловіка — 13,1%, садиб без сім'ї — 27,1 %. Власники 5,3 % садиб мали вік, що перевищував 65 років, а в 21,1 % садиб принаймні одна людина була старшою за 65 років. Число людей у середньому на садибу становило 2,69, а в середньому на родину 3,12.
Середній річний дохід на садибу становив 37 548 доларів США, а на родину — 41 421 доларів США. Чоловіки мали дохід 29 480 доларів, жінки — 22 549 доларів. Дохід на душу населення був 16 686 доларів.
Медіанний вік населення становив 29 років. На кожних 100 жінок віком понад 18 років припадало 98,5 чоловіків.